# Apio (praenomen)
Appius (en latín: Apio) es un praenomen latino, o nombre personal, generalmente abreviado Ap. o App., y más conocido como resultado de su uso extensivo por parte de la gens Claudia. La forma femenina es Apia. El praenomen también dieron lugar al patronímico gens Appia.

## Origen y significado
Como ocurre con muchos praenomina, no hay una explicación satisfactoria del significado de Apio. El origen del nombre se ha oscurecido por el hecho de que se conoce principalmente por su asociación con la gens Claudia, y no lo llevaron otras figuras importantes de la historia romana. Tito Livio relata la historia de cómo, en los primeros días de la República romana, un rico Sabino llamado Atio Clauso emigró a Roma desde la ciudad de Cures, junto con su familia y criados, y fue admitido en el patriciado. Posteriormente latinizó su nombre, convirtiéndose en Apio Claudio Sabino. La Claudii se convirtió en una de las más grandes gentes romanas, entregando numerosos magistrados durante varios siglos.
La gens Claudia fue también una de las familias más orgullosas y conservadoras de Roma, casi siempre se puso del lado del partido aristocrático contra la plebe y la más reformista entre los patricios. Muchos de ellos eran conocidos tanto por el praenomen Apio como por el nomen Claudio, y la más famosa de las calzadas romanas, la Vía Apia, recibió el nombre de su constructor, Apio Claudio el Ciego.
Por esta razón, a menudo se dice que los Claudii, que hacían uso constante del nombre Apio, eran la única familia que usaba ese praenomen, y que debe haber sido una latinización del praenomen osco Attius o Attus. Sin embargo, el nombre no era exclusivo de la gens Claudia. Durante una crisis política a mediados del siglo V a. C., el Capitolio fue tomado por una fuerza de refugiados políticos y esclavos en una breve revuelta liderada por Apio Herdonio, quien era un sabino, como los antepasados de los Claudii, pero su nombre muestra que Apio tenía una existencia independiente de esa gens.
Durante los últimos años de la República, y continuando hasta la época imperial, el praenomen Apio fue utilizado por varias gens plebeyas, incluyendo los Annii, Junii, Modii, Popidii, Saufeii, Silvii y Villii. También debe haber sido utilizado por los antepasados de la gens Apia. Por lo tanto, sería más exacto decir que los Claudii fueron la única familia patricia que hizo un uso regular del nombre. Bien pudo haber estado más extendido entre los plebeyos, aunque la mayoría de los nombres que nos han llegado del período de la República temprana provienen de las casas patricias gobernantes.
En cuanto a si Apio se introdujo al latín a través del contacto con los sabinos u otros pueblos de habla osca, no se puede determinar si fue originalmente osco, o si pertenece a la clase de praenomina que era común a los idiomas latín, osco y umbro. Puede ser que cuando Atio Clauso adoptó un nombre en latín, eligió un praenomen que era el cognado en latín propio, o que eligió el praenomen en latín que sonaba más cercano.